# HD 44219
HD 44219 — звезда, которая находится в созвездии Единорог на расстоянии приблизительно 164 световых лет от нас. Вокруг звезды обращается, как минимум, одна планета.

## Характеристики
HD 44219 представляет собой звезду 7,69 видимой звёздной величины; впервые в астрономической литературе упоминается в каталоге Генри Дрейпера, изданном в начале XX века. Это жёлтый карлик, имеющий массу и радиус, равные 1,00 и 1,32 солнечных. Температура поверхности составляет около 5752 кельвинов. Светимость звезды составляет 1,82 солнечной светимости.

## Планетная система
В 2009 году у звезды с помощью высокоточных измерений радиальных скоростей проекта HARPS была обнаружена планета, которая получила обозначение HD 44219 b. Это газовый гигант, имеющий массу, равную 58% массы Юпитера. Планета обращается по вытянутой эллиптической орбите на среднем расстоянии около 1,19 а.е. от родительской звезды. Год на ней длится 472 суток.